# Caryota sympetala
Caryota sympetala är en enhjärtbladig växtart som beskrevs av François Gagnepain. Caryota sympetala ingår i släktet Caryota och familjen Arecaceae. Inga underarter finns listade i Catalogue of Life.